# Kình lạc
Kình Lạc (hay Whale fall, 鲸落) là một thuật ngữ để chỉ khi cá voi chết đi, xác của chúng chìm xuống đáy biển ở độ sâu lớn hơn 1000 mét, và khi chạm xuống đáy biển, những cái xác này trở thành thức ăn cho các sinh vật ở biển sâu trong hàng chục năm, trái ngược với những xác cá voi ở vùng nước không sâu lắm, thậm chí là nổi lên mặt nước cũng như là dạt vào bờ vì các loài ăn xác chết sẽ ăn chúng trong một thời gian ngắn. Người ta quan sát được hiện tượng này vào những năm cuối của thập niên 1970 vì công nghệ để khám phá biển sâu phát triển hơn trước. Từ đó, các nhà nghiên cứu tiếp tục quan sát các xác cá voi này bằng tàu ngầm và các thiết bị khác để hiểu rõ hơn về các kiểu của diễn thế sinh thái nơi biển sâu.
Những xác cá voi chìm xuống sẽ thu hút nhiều sinh vật. Danh sách các sinh vật quan sát được xuất hiện ở đây bao gồm: các loài chân giống khổng lồ, các loài tôm, tôm hùm, tôm thương phẩm, giun biển, các loài cá thuộc lớp Myxinidae, họ Somniosidae, cua, hải sâm và loài giun thây ma. Cách đây không lâu, người ta dùng các công nghệ cũng như thiết bị tiên tiến để quan sát rõ hơn các địa điểm xác cá voi chìm xuống. Kết quả thu được là phát hiện được nhiều loài mới cũng như là nhiều chuyên gia tiềm năng. Các xác cá voi này được cho là có ý nghĩa cho quá trình tiến hoá bởi vì địa điểm của các xác này là ngẫu nhiên, nên buộc các sinh vật mà chúng thu hút phải thích nghi với môi trường xung quanh chúng. Các nhà nghiên cứu ước tính là có khoảng 690.000 xác cá voi/bộ xương của 9 loài cá voi lớn nhất. Ước tính này ám chỉ là dọc theo tuyến đường mà cá voi di cư, khoảng cách trung bình của các xác cá voi với nhau là 12 km, còn nhỏ nhất là 5 km. Họ đưa ra giả thuyết là khoảng cách này là phù hợp để các ấu trùng phân tán cũng như là để chúng có thể di chuyển từ xác này qua xác khác.
Xác cá voi chìm xuống dưới biển sâu có thể xảy ra ở vùng nước mở vì nhiệt độ thấp và áp suất cao. Nếu xác chìm ở vùng nước không mấy sâu thì nhiệt độ sẽ thúc đẩy vi khuẩn phân hủy cái xác kết hợp với các loài ăn xác chết. Việc chìm xuống này không hề mâu thuẫn với việc xác sẽ nổi lên do khí gas sinh ra trong quá trình phân hủy. Bởi vì các loài cá voi kích thước lớn như cá nhà táng và cá voi tấm sừng thì ở sâu nên xác của chúng chỉ nổi lên khi mà phổi chúng chứa đầy không khí. Còn không thì xác sẽ chìm xuống nhanh chóng và hầu như còn nguyên vẹn vì có rất ít loài ăn xác chết ở cột nước. Một khi chìm xuống độ sâu nhất định, nhiệt độ sẽ làm giảm tốc độ phân hủy và áp lực nước cao khiến cho các khí gas sinh ra trong quá trình phân hủy dễ dàng hòa tan trong nước. Do vậy, chúng vẫn nguyên vẹn trước khi các loài sinh vật mà nó thu hút đến và thậm chí sau đó nó sẽ chìm sâu hơn nữa.

## Phát hiện

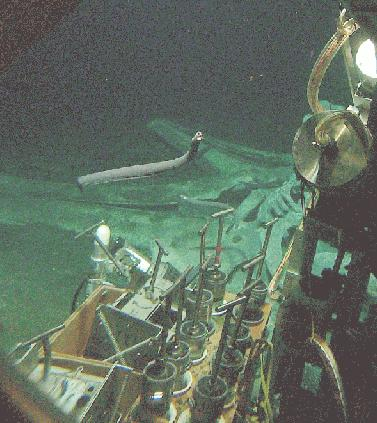
Một bộ xương cá voi xám ở vịnh Monterey

Năm 1854, người ta phát hiện ra một cá thể của loài trai mới bám trên một mẩu mỡ cá voi nổi lềnh bềnh trên mặt nước. Như vậy, họ có suy nghĩ rằng xác cá voi đóng vai trò là thức ăn cho các sinh vật khác. Đến những năm 60 của thế kỉ 20, các tàu đánh cá bằng lưới rà ở biển sâu tìm được loài trai trên và một vài cá thể sao sao đang bám trên những khúc xương cá voi.
Và đến ngày 19 tháng 2 năm 1977, một tàu lặn dùng để thăm dò biển sâu phát hiện ra địa điểm "Whale fall". Thế nhưng đó chỉ là bộ xương nằm trên đáy biển và không còn thịt hay mô hữu cơ. Để xác định đây là xương của loài cá voi nào, họ ráp lại các mảnh xương hàm và xương chi. Họ kết luận đây là cá voi xám dựa trên kích thước các xương họ ráp lại cũng như là cả bộ xương, những vị trí không có răng và địa điểm phát hiện ra nó là phía tây Santa Catalina.
Đến năm 1987 thì một nhóm các nhà khoa học dẫn đầu nhà hải dương học ở đại học Hawaii tên là Craig Smith phát hiện được một hệ sinh thái trên xác cá voi ở độ sâu 1240 mét tại vùng nước quanh đảo Santa catalina, California. Tàu DSV Alvin quan sát nơi ấy bằng cách dùng sonar và họ thu được các bức ảnh, mẫu sinh vật ở địa điểm này.
Càng về sau thì người ta càng tìm được các hệ sinh thái này bằng cách sử dụng công nghệ tiên tiến tên là sonar quét sườn. Công nghệ này sẽ xác định cặn kẽ đáy biển.

## Sinh thái học
Các hệ sinh thái Whale fall phân bố rải rác nhưng tập trung nhiều nhất là quanh các tuyến đường di cư của cá voi. Qua thời gian thì chúng sẽ chồng lên nhau. Ở đây có những loài trai và động vật thân mềm có chứa các loài vi khuẩn hóa tổng hợp sẽ hấp thu lượng từ các chất vô cơ như lưu huỳnh. Trước khi phát hiện được các xác cá voi cũng đóng vai trò đáng kể cho các sinh vật ở biển sâu thì các nhà nghiên cứu cho rằng nhóm các sinh vật hấp thu năng lượng từ các chất vô cơ kể trên chỉ sống được nhờ các khúc gỗ chìm hoặc sinh sống quanh các miệng phun thủy nhiệt. Cùng tương tự với loài sò Lucinidae bị lầm tưởng là chỉ sống ở các khu vực ít khí oxi. Một chi giun biển tên là Osedax tiết ra a xít để làm mòn xương cá voi và hấp thụ những gì hấp thụ được trong phản ứng này. Việc mà chi sâu ấy có vai trò không nhỏ. Bởi vì nó sẽ làm tăng lượng nước khuếch tán vào trong chất nền xương nên các loài sinh vật khác có thể ở đó. Với những bộ xương không phải của các cá thể trưởng thành thì mức độ bào mòn của a xít tiết ra của loài sâu thuộc chi Osedax rất lớn do các xương này không nhiều calci.
Thường thi ở những hệ sinh thái này có khoảng từ 3 đến 5 bậc dinh dưỡng với 2 nguồn thức ăn cấu thành chuỗi thức thức ăn. Xác các cá thể trưởng thành có thể tạo một hệ sinh thái 5 bậc dinh dưỡng, còn không thì chỉ có 3 hoặc 4 bậc tùy vào kích thước.
Các nghiên cứu mới đây cho ta biết được rằng hệ sinh thái ở đây phân chia rõ rệt. Các loài ăn xác chết xuất hiện nhiều vào ban ngày, ban đêm thì các loài săn mồi chiếm ưu thế. Điều này góp phần làm giảm cạnh tranh của 2 nhóm dinh dưỡng. Không chỉ thời gian mà cũng có thể thủy triều và lượng sinh vật có mặt cũng ảnh hưởng tới sự phân chia này hay tạo các sự phân chia khác.
Về cơ bản thì hệ sinh thái này tạo nên từ một lượng lớn vật chất. Do vậy, không nhất thiết phải là một xác cá voi mà có thể là những mảng tảo lớn, những khúc gỗ chìm cũng tạo được một hệ sinh thái tương tự. Gần đây thì các nhà khoa học cũng thấy được rằng các xác tàu đắm cũng là nền tảng cho các hệ sinh thái biển sâu. Qua các quan sát thì diễn thế sinh thái của hệ sinh thái "Whale fall" được chia làm 4 giai đoạn.

### Các giai đoạn
Bốn gian đoạn của diễn thế sinh thái của hệ sinh thái "Whale fall" liên quan mật thiết đến sự phân hủy của xác cá voi.Thời gian kéo dài dài của từng giai đoạn của các hệ sinh thái mà các nhà khoa học so sánh thì không hề giống nhau do giữa chúng có kích thước khác nhau, độ sâu khác nhau và cũng như là yếu tố thủy triều tác động. Một xác cá voi lớn, nguyên vẹn khi chìm xuống biển sâu sẽ trải qua đủ 4 giai đoạn còn không thì các giai đoạn sẽ bị rút ngắn hoặc cắt bỏ. Còn với cá heo hay cá heo mỏ thì không trải qua các giai đoạn như cá voi vì kích thước nhỏ và lượng lipid không nhiều. Các nhà nghiên cứu tin là sự xuất hiện của chi sâu Osadax góp phân cho những điểm khác nhau ở các hệ sinh thái ấy.

#### Giai đoạn 1
Giai đoạn này bắt đầu với các loài ăn xác chết như các loài thuộc lớp cá Myxinidae và họ Somniosidae. Chúng sẽ ăn các mô mềm của cái xác. Mỗi ngày, chúng ăn từ 40 đến 60 kg lượng thịt. Giai đoạn này kéo dài hàng tháng tối đa đến 1,5 năm.

#### Giai đoạn 2
Các sinh vật khác như tra, động vật thân mềm, sâu biển sẽ ở trong xương và trong chất nền quanh bộ xương để tìm những mô mềm còn sót lại hay những mảnh vụn hữu cơ. Giai đoạn này kéo dài hàng tháng và lên đến 4,5 năm.

#### Giai đoạn 3
Ở giai đoạn này, các sinh vật hóa dưỡng bẻ gãy các liên kết trong các lipid ở xương. Thay vì tạo ra oxi trong quá trình này, chúng tạo ra Hydro sulfide. Vì độc tính của chất này nên chỉ có chúng và các loài chịu được sống sót. Các màng vi khuẩn này là thức ăn cho các loài trai, sò, sao sao, ốc biển. Trong xương cá voi chứa nhiều lipid, lượng chất này là khoảng từ 4 đến 6% trọng lượng cơ thể. Giai đoạn này kéo dài khoảng 50 năm và có thể lên đến 100 năm.

#### Giai đoạn 4
Các nhà khoa học đề ra giai đoạn này vì khi mà các vật chất hữu cơ quanh bộ xương không còn nữa chỉ đển lại các chất khoáng như calci. Những gì còn sót lại sẽ là chất nền cứng cho đáy biển.

## Ảnh hưởng từ việc đánh bắt cá voi

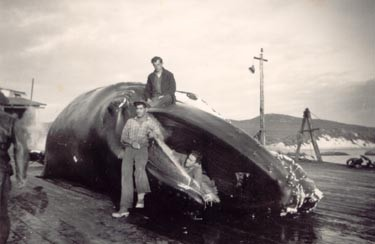
Các thợ săn cá voi cạnh con mồi của mình.

Do chỉ đánh bắt những cá thể lớn nên ngành công nghiệp này làm giảm đáng kể các hệ sinh thái "Whale fall". Ảnh hưởng của nó vẫn chưa rõ ràng nhưng chắc chắn là nó có ảnh hưởng. Có các nhà nghiên cứu cho là việc này làm giảm sinh khối của hệ sinh thái nơi biển sâu hơn 30%. Các xác cá voi sẽ đưa lượng carbon của nó xuống biển sâu để nơi này cô lập cacbon. Ở đây, quá trình cô lập nay diễn ra hàng trăm, hàng nghìn năm. Họ ước tính là một xác cá voi tương đương với hàng nghìn cái cây.

## Tương phản với các loại thực phẩm-lớn khác
Cũng đã có những nghiên cứu dựa trên xác của những động vật có xương sống ở biển không phải động vật có vú khác đã rơi xuống biển sâu. Đặc biệt, việc tình cờ phát hiện ra xác một con cá mập voi và ba con cá đuối mobulid đã dẫn đến việc quan sát thấy các quần xã hình thành các thác elasmobranch lớn xung quanh trái ngược với các thác cá voi. Cá mập voi thường xuyên sinh sống ở vùng nước có độ sâu khoảng 1.000 mét, điều này cho thấy nó có thể là một dạng thức ăn thường xuyên rơi ở những nơi có nhiều cá. Nhiều loài lươn (Zoarcidae) đã được tìm thấy xung quanh cá mập voi với một số bằng chứng về việc cho ăn trực tiếp khi các lỗ khoan được quan sát thấy trên thân thịt. Một giả thuyết khác cho rằng cá chình mun đang chờ đợi con mồi chính của chúng, động vật chân đốt và các động vật đáy nhỏ khác. Ba tia được tìm thấy đang ở các giai đoạn phân hủy khác nhau, dẫn đến các tập hợp khác nhau được tìm thấy xung quanh các cá thể.  Số lượng động vật ăn xác thối nhiều hơn đã được tìm thấy xung quanh các cá thể còn nguyên vẹn hơn, bao gồm cả những loài ăn xác thối điển hình như cá voi rơi xuống như hagfish. Xung quanh cá thể ít nguyên vẹn nhất, người ta đã quan sát thấy thảm vi khuẩn trong khu vực làm giàu, nhưng không thấy trai hoặc trai điển hình của cá voi rơi xuống. 
Nhìn chung, bốn thân thịt được quan sát không có bằng chứng về sự tiến triển trong giai đoạn nhặt rác. Những giới hạn về kích thước, cũng như sự khác biệt về sinh lý giữa loài cá voi lớn và cá voi nhiều khả năng gây ra những thay đổi quan sát được trong các cộng đồng xung quanh thân thịt tương ứng của chúng.  Osedax giun có khả năng chiết xuất collagen từ xương cũng như lipid, cho phép chúng tự duy trì trên các xương khác với phần còn lại giàu lipid của cá voi. Mặc dù không tìm thấy Osedax trên xác động vật không có vú trong nghiên cứu này, nhưng sự vắng mặt của chúng có thể là do thời gian quan sát và Osedax chưa xâm chiếm xác động vật.  Nhiều nghiên cứu khác nhau về Các thác thức ăn của động vật giáp xác và các loài động vật có xương sống khác đi đến kết luận tương tự rằng những thác này mang một lượng lớn vật chất hữu cơ mới xuống độ sâu, nhưng chủ yếu hỗ trợ cộng đồng động vật ăn xác thối, trái ngược với sự tập hợp đa dạng được thấy ở thác cá voi. Kết luận này có thể được rút ra dựa trên kiến thức rằng cá voi lớn có hàm lượng lipid cao hơn nhiều trong thành phần khối lượng lớn và tủy xương của chúng, hỗ trợ các cộng đồng đa dạng hiện diện liên tiếp tại các thác cá voi.
Các nhà nghiên cứu đã so sánh xác sauropod với sự kiện cá voi rơi hiện đại, nhận ra rằng sauropod đạt đến kích thước của động vật giáp xác hiện đại. Xác Sauropod có thể là những bể chứa giàu năng lượng, và vì chúng không trôi nổi ở khoảng cách xa, nên có thể là nguồn tài nguyên chính của nhiều loài khủng long ăn thịt trên cạn.